# Lomechusoides chekanovskiyi
Lomechusoides chekanovskiyi (лат.) — вид мирмекофильных жуков-стафилинид из подсемейства Aleocharinae. Назван в честь коллектора типовой серии Александра Лаврентьевича Чекановского (1833—1876), геолога и первооткрывателя севера Центральной Сибири, собравшего во второй половине XIX века внушительные геологические, ботанические и энтомологические коллекции. Голотип и паратипы были им собраны в 1873 году и с тех пор полтора века хранились в Зоологическом институте РАН.

## Распространение
Красноярский край (Нижняя Тунгуска, Восточная Сибирь, Россия).

## Описание
Коротконадкрылые жуки, длина около 5 мм. Тело светло-красновато-коричневое, за исключением коричневых наличника, лабрума, усиков, пятна на темени, пятен на надглазничных бугорках, пятен на боковых сторонах головы, переднего края видимых тергитов III—V, большей части переднего края видимых тергитов IV—VII, переднего края видимого стернита V и большей части переднего края видимых стернитов VI—VII (все коричневого цвета). Брюшко: видимый тергит II слабо пунктирован и сетчатый, видимые тергиты III—V с редкой пунктировкой и сетчатостью только по заднему краю, видимые тергиты VI—VII очень слабо и мелко пунктированы по заднему и латеральному краям, в основании лишены пунктировки, видимые тергиты II—VII неравномерно микроскульптурированы. L. chekanovskiyi наиболее сходен с L. drobovi и L. poppiusi. От L. drobovi он отличается максимальной шириной пронотума, у L. chekanovskiyi — у задних углов, а у L. drobovi — перед задними углами, отсутствием вдавления на метавентральном отростке и формой сперматеки, у которой апикальная часть изогнута, сужена посередине, а вершина заострена. От L. poppiusi он отличается двухцветной головой, от L. inflatiformis и L. inflatus — более светлым и одноцветным пронотумом. Вид был впервые описан в 2023 году группой энтомологов из Словакии (Tomáš Jászay, Peter Hlaváč) и Чехии (Petr Baňař).